# チャーリー・ラウ
チャールズ・リチャード・ラウ (Charles "Charley" Richard Lau 1933年4月12日–1984年3月18日）は、アメリカ合衆国ミシガン州ロムルス出身のプロ野球選手(捕手)。
引退後はメジャーリーグで長く活躍する選手を数多く育てた名打撃コーチとして知られる。

## 経歴

### 現役時代
ミシガン州デトロイトの西35kmにあるロムルス（ミシガン州）のロムルス高校卒業後、1952年にアマチュアフリーエージェントとしてデトロイト・タイガースと契約した。
1953〜1954年は朝鮮戦争に従軍した為プレーすることはなかった。
1956年にメジャーに初昇格したものの、1957年はメジャー昇格が無いなど1959年までメジャーに定着することは無かった。その中、1959年のシーズン中にドン・リー(野球)と共にケイシー・ワイズ、ドン・カイザー、マイク・ローク とのトレードでミルウォーキー・ブレーブスに移籍した。しかし、ここでもメジャー定着とはならなかった。
1962年にボルチモア・オリオールズに金銭トレードで移籍後は足を大きく離し、バットを地面とほぼ平行に構えるコンタクトヒッターのバッティングスタンスに変更した。そのシーズンでラウは打率.294、6本塁打、37打点を記録した。
1963年は23試合で打率.194だった7月1日にカンザスシティ・アスレチックスにトレードされた。カンザスシティでは.294を打ち、シーズンでは92試合で打率は.272だった。
1964年6月15日にオリオールズにウェス・ストックとのトレードで移籍した。
1965年以降は一度も守備に就くことなく全て代打として出場した。
1967年はボルティモアで開幕を迎えたものの、5月31日にアトランタに本拠地を移したブレーブスに金銭トレードで移籍した。
同年11月27日にブレーブスから解雇されて引退した。
通算では527試合出場、打率.255、298安打、16本塁打、140打点を記録している。
現役生活のハイライトとしては
- 1961年4月28日にウォーレン・スパーンがノーヒットノーランを達成した試合で7番・捕手としてフル出場している[2]
- 1962年7月13日にメジャー歴代最多タイ記録である1試合4二塁打を記録している

ことが挙げられる。

### 引退後
ラウは引退翌年の1968年からアトランタ傘下のダブルAシュリーブポート・ブレーブスで監督を務めた。この時の教え子には1970年代後半から90年代にかけてボストン・レッドソックスやシカゴ・ホワイトソックスなどで打撃コーチを務めたウォルト・リニアックがいる。
リニアックはラウの打撃理論（詳細は後述）を忠実に守り指導した。リニアックが指導したラウの打撃理論の信奉者にはカール・ヤストレムスキーやウェイド・ボッグス、フランク・トーマスなどがいる。
翌1969年からはオリオールズでブルペンコーチを務めた。
1970年にはオークランド・アスレチックスの打撃コーチを務めた。
その後、1971年から1978年までロイヤルズのバッティングコーチを務めた。ここで打撃コーチとしての能力が認められ、1975年シーズンの初めに監督のジャック・マキーオンがロイヤルズから解雇された後も一時的にカンザスのマイナーリーグの打撃コーチを務めた  ほどだった。
カンザス時代には、中距離砲タイプのハル・マクレーやエイモス・オーティス、俊足巧打の1番打者タイプのウィリー・ウィルソンに加え、首位打者を3度獲得し、3000本安打達成者となる好打者ジョージ・ブレットなど70年代から80年代のロイヤルズ黄金期を支える打者を育成した。更に20代後半から成績が下降していたやはり中距離砲タイプのクッキー・ロハス を移籍翌年の32歳から4年連続でオールスターゲームに選出されるまでに復活させたことでも知られている。
ヤンキースの打撃コーチ時代の1980年には"The Art of Hitting .300"という打撃指南の著作を上梓している。表紙は自身が在籍するヤンキースの選手ではなく、上梓した時点で既にラウが育てた中で最も成功した選手といえるジョージ・ブレットを起用している。
1982年にシカゴホワイトソックスの打撃コーチに就任した。就任当時は落ち目だったベテランのパワーヒッターグレッグ・ルジンスキーやカールトン・フィスクに加え、中距離砲タイプのスティーブ・ケンプをそれぞれ復活に導き、中距離砲タイプのハロルド・ベインズやパワーヒッターのロン・キトルなどを育成している。
この様に多くの異なるタイプの打者を育成するだけでなく、それまでのスタイルを変えることなく復活に導く手腕を持っていた。
その一方で育成や復活に携わった多くの選手は四球が極端なまでに少なかった。しかし、これは2000年代中盤以降に四球の評価が高まり価値観が変化したことによって登場した評価であるという見方が自然だといえる。

### 死去・死後
ホワイトソックスの打撃コーチを務めていた1983年に悪性腫瘍の治療の為に退任した。しかし、治療の甲斐なく翌1984年3月にフロリダ州キー・コロニー・ビーチで50歳で死去した。
ラウの死以降、ホワイトソックスでコーチ時代に着けた背番号「6」は1989年から1995年まで打撃コーチを務めたラウの教え子でラウの打撃理論の信奉者でもあるウォルト・リニアックが「ラウに敬意を表して」という理由で着けた 以外は誰も着けておらず、正式に発表されてはいないが永久欠番と同等の扱いとなっている 。

## ラウ・システム
長く打撃コーチを務める中でラウは後に「ラウ・システム」と称される打撃に関する「絶対に守るべきリスト」を作成した。内容は以下の通り。
- バランスの取れた、(型に捉われない) 自然なスタンスを採る
- 静止しているのではなくスタンス時にリズムと動きを作る
- しっかりとした軸を持ち、後ろから前へ適切な体重移動を行う
- 前足の指を閉じた状態でのストライドを行う
- 前足が着地するとすぐにバットをインパクトする位置に動かす
- 足のストライドはピッチャーに向けて前向き且つ攻撃的な動きで行う
- 力まずにリラックスしてスイングする
- ボールに当てるのでは無く、バットを振り抜く
- ボールを自分で追いかけて打つのでは無く、自分のフォームを崩さずに打てるボールを打つことを心掛ける

これに加え、それまでは良しとされていなかったインパクト後にバットからトップハンド　(右打者であれば右手) を放し、ロウアーハンド　(右打者であれば左手) だけでフォロースルーする打法を故障など何らかの理由でスイング中に腕を完全に伸ばすことができなかった打者に指導した。
ラウの教え子で信奉者であるリニアックもラウ・システムと同様の打撃理論を展開していたことから、リニアックの打撃理論は「ラウ＝リニアック・アプローチ」と称される。しかし内容は基本的にラウ・システムと同様のものである。
システムの影響・評価
先述のジョージ・ブレットはこのラウ・システムについて「自分がどうすればいいかを明らかにしたものであり、自分の人生を変えたものである」と述べている。
1998年に当時セントルイス・カージナルスに所属してサミー・ソーサと最多本塁打争いをしていたマーク・マグワイアがラウ＝リニアックアプローチを実践していることを、リニアックが打撃コーチを務めたホワイトソックスの主軸で同じくラウ＝リニアックアプローチの信奉者であるフランク・トーマスに明かしている。
カンザス時代とヤンキース時代にラウの指導を受け、自身も長く指導者を務めたルー・ピネラはラウのことを「史上最も偉大な打撃コーチ」と称賛している 。

## 人物
母校であるロムルス高校ではラウが同校唯一のメジャーリーガーであることから、その業績を称えて高校の球場がチャーリー・ラウ野球場と名付けられている。
映画「ニール・サイモンのキャッシュ・マン」に本人役として出演している。役どころは主役（ジェイソン・ロバーズ）の孫（マシュー・ブロデリック）に打撃の仕方を教える為に雇われたメジャーリーグのコーチ（ホワイトソックスの打撃コーチ）というものだった。
息子のデービッドも父と同じくキャッチャーとして1987年からニューヨーク・メッツ傘下のマイナーリーグでプレーしたが、シングルA以上に昇格することなく89年に引退した。